# Polje (ort i Bosnien och Hercegovina)
Polje är en ort i Bosnien och Hercegovina.   Den ligger i entiteten Federationen Bosnien och Hercegovina, i den centrala delen av landet, 23 km väster om huvudstaden Sarajevo. Polje ligger 566 meter över havet och antalet invånare är 3 799.
Terrängen runt Polje är huvudsakligen kuperad. Polje ligger nere i en dal. Närmaste större samhälle är Visoko, 14,6 km nordost om Polje. 
I omgivningarna runt Polje växer i huvudsak lövfällande lövskog. Runt Polje är det ganska tätbefolkat, med 93 invånare per kvadratkilometer.